# 蔚山文殊サッカー競技場
蔚山文殊サッカー競技場（朝: 울산문수축구경기장, Ulsan Munsu Chukgu Gyeonggijang）は、大韓民国・蔚山広域市にあるサッカー専用競技場である。ビッグ・クラウンスタジアム、蔚山文殊ワールドカップ競技場、蔚⼭⽂珠フットボールスタジアムとも呼ばれている。Kリーグ・蔚山HD FCがホームスタジアムとして使用している。
総工費は1514億ウォン。こけら落としは2001年に行われたFIFAコンフェデレーションズカップ。2002 FIFAワールドカップではブラジル戦など3試合が行われた。2013年6月18日、サッカーワールドカップブラジル大会・アジア4次予選の韓国－イラン戦が開催されるなど、サッカー韓国代表の試合会場として利用されることもある。

## FIFAワールドカップ 当競技場での結果
- 6月1日, デンマーク 2-1  ウルグアイ
- 6月3日, ブラジル 2-1 トルコ
- 6月21日, ドイツ 1-0 アメリカ

## 交通
蔚山広域市の中心である太和江駅から西へ約9km、KTXの通る蔚山駅から東へ11kmに位置しているため、公共交通機関ではバスまたはタクシーでのアクセスとなる。
- 直行バス1137番（太和江駅～老圃駅（釜山広域市））で文殊競技場前下車。太和江駅から30分、老圃駅から75分
- 蔚山高速バスターミナルから上記1137番利用、2300番老圃駅行き利用、または一般バス733番蔚山科学技術大学校行きで湖畔広場前下車。所要25分。
- 広域バス5004番（蔚山駅～南昌高等学校）で蔚山大学校前まで35分、そこから徒歩1km。
- 直行バス1127番（蔚山空港～老圃駅）で울산과학대학앞まで45分、そこから徒歩700m。